# Liste der ungarischen Botschafter in Deutschland
Die Liste der ungarischen Botschafter in Deutschland bietet einen Überblick über die Leiter der ungarischen diplomatischen Vertretung in Deutschland. Der Botschafter residiert in Berlin, von 1973 bis 1999 in Bonn (→ Botschaft der Republik Ungarn (Bonn)).

## Missionschefs

### Ungarische Gesandte im Deutschen Reich (1919–1945)
Die Regierung Karoly versuchte nach Ende des Ersten Weltkriegs, aus ehemaligen Angehörigen des diplomatischen Dienstes von Österreich-Ungarn eine ungarische Vertretung in Deutschland aufzubauen. Am 8. Januar 1920 wurde mit Paul Freiherr von Forster der erste „diplomatische Agent“ bei der deutschen Reichsregierung notifiziert. Im September 1920 folgte dann mit Gusztáv Emich der erste Gesandte.
| Amtszeit (Akkreditierung bis Abberufung) | Name                      | Anmerkung                                                                                         |
| ---------------------------------------- | ------------------------- | ------------------------------------------------------------------------------------------------- |
| Akkreditiert September 1920              | Gusztáv Emich             | Erster außerordentlicher Gesandter und bevollmächtigter Minister des Königreichs Ungarn in Berlin |
| 27. Oktober 1925 bis 1933                | Kálmán Kánya              | 1933 bis 1938 ungarischer Außenminister                                                           |
| Januar 1934 bis 1935                     | Konstantin von Masirevich |                                                                                                   |
| Dezember 1935 bis zum 22. März 1944      | Döme Sztójay              | Danach ungarischer Ministerpräsident, 1946 hingerichtet                                           |

### Ungarische Botschafter in der DDR (1950–1990)
| Amtszeit (Akkreditierung bis Abberufung) | Name             | Anmerkung |  |
| ---------------------------------------- | ---------------- | --- |  |
| 3. Februar 1950 bis 1. Dezember 1953     | József Hajdú     | |  |
| 4. Februar 1954 bis 16. Januar 1957      | Emánuel Safrankó | |  |
| 1957 bis 14. Juli 1962                   | István Rostás    | |  |
| 12. September 1962 bis 14. Juni 1967     | József Kárpáti   | |  |
| 15. September 1967 bis 3. Dezember 1968  | András Tömpe     | Tömpe trat aus Protest gegen die Niederschlagung des Prager Frühling zurück und verübte im Dezember 1971 in Budapest Suizid. |  |
| 12. Dezember 1968 bis 6. Oktober 1970    | Lajos Nagy       | |  |
| Dezember 1970 bis 9. August 1974         | Imre Kovács      | |  |
| 11. September 1974 bis 3. April 1975     | András Gyesnes   | |  |
| 15. September 1975 bis 7. Juni 1978      | Mátyás Szűrös    | |  |
| 19. Juni 1978 bis 9. Juli 1980           | József Kádár     | im Amt gestorben |  |
| 29. September 1980 bis 8. Oktober 1985   | Béla Szalai      | |  |
| 24. Oktober 1985 bis 21. Dezember 1988   | István Roska     | |  |
| 9. Januar 1989 bis Juli 1990             | Ernõ Lakatos     | |  |
| 19. Juli 1990 bis 2. Oktober 1990        | István Horváth   | gleichzeitig in Bonn und Ost-Berlin                                                                                          |  |

### Ungarische Botschafter in der Bundesrepublik Deutschland (1973–1990)
Am 20. Dezember 1973 wurden zwischen Ungarn und der Bundesrepublik Deutschland diplomatische Beziehungen aufgenommen.
| Amtszeit (Akkreditierung bis Abberufung) | Name             | Anmerkung |
| ---------------------------------------- | ---------------- | --- |
| 21. Januar 1974 bis 17. Januar 1978      | László Hamburger | |
| Akkreditiert am 9. März 1978 bis 1984    | Péter Kővári     | |
| 1984 bis 1991                            | István Horváth   | Für seine Verdienste um die Beendigung der Teilung Deutschlands am 16. März 1990 mit dem Großen Verdienstkreuz mit Stern und Schulterband ausgezeichnet |

### Ungarische Botschafter im wiedervereinigten Deutschland (seit 1990)
| Amtszeit (Akkreditierung bis Abberufung) | Name             | Anmerkung                           |
| ---------------------------------------- | ---------------- | ----------------------------------- |
| 2. September 1992 bis 1996               | Gábor Erdődy     |                                     |
| 1996                                     | Szabolcs Fazakas |                                     |
| 1997 bis 2000                            | Péter Balázs     | 2009/2010 ungarischer Außenminister |
| Sommer 2000 bis Dezember 2002            | Gergely Prőhle   |                                     |
| 4. Dezember 2002 bis Juli 2010           | Sándor Peisch    |                                     |
| Dezember 2010 bis November 2015          | József Czukor    |                                     |
| seit November 2015                       | Péter Györkös    |                                     |